# Brusnica (district de Stropkov)
Pour les articles homonymes, voir Brusnica.
Brusnica (hongrois : Borosnya) est un village de Slovaquie situé dans la région de Prešov.

## Histoire
Première mention écrite du village en 1408.

## Démographie

### Évolution de la population
| Année:               | 1994. | 2004.    | 2014.   | 2024.    |
| -------------------- | ----- | -------- | ------- | -------- |
| Nombre de personnes: | 324   | 408      | 412     | 293      |
| Différence:          |       | +25,92 % | +0,98 % | -28,88 % |

| Année:               | 2023. | 2024.   |
| -------------------- | ----- | ------- |
| Nombre de personnes: | 297   | 293     |
| Différence:          |       | -1,34 % |